# Lampertheim

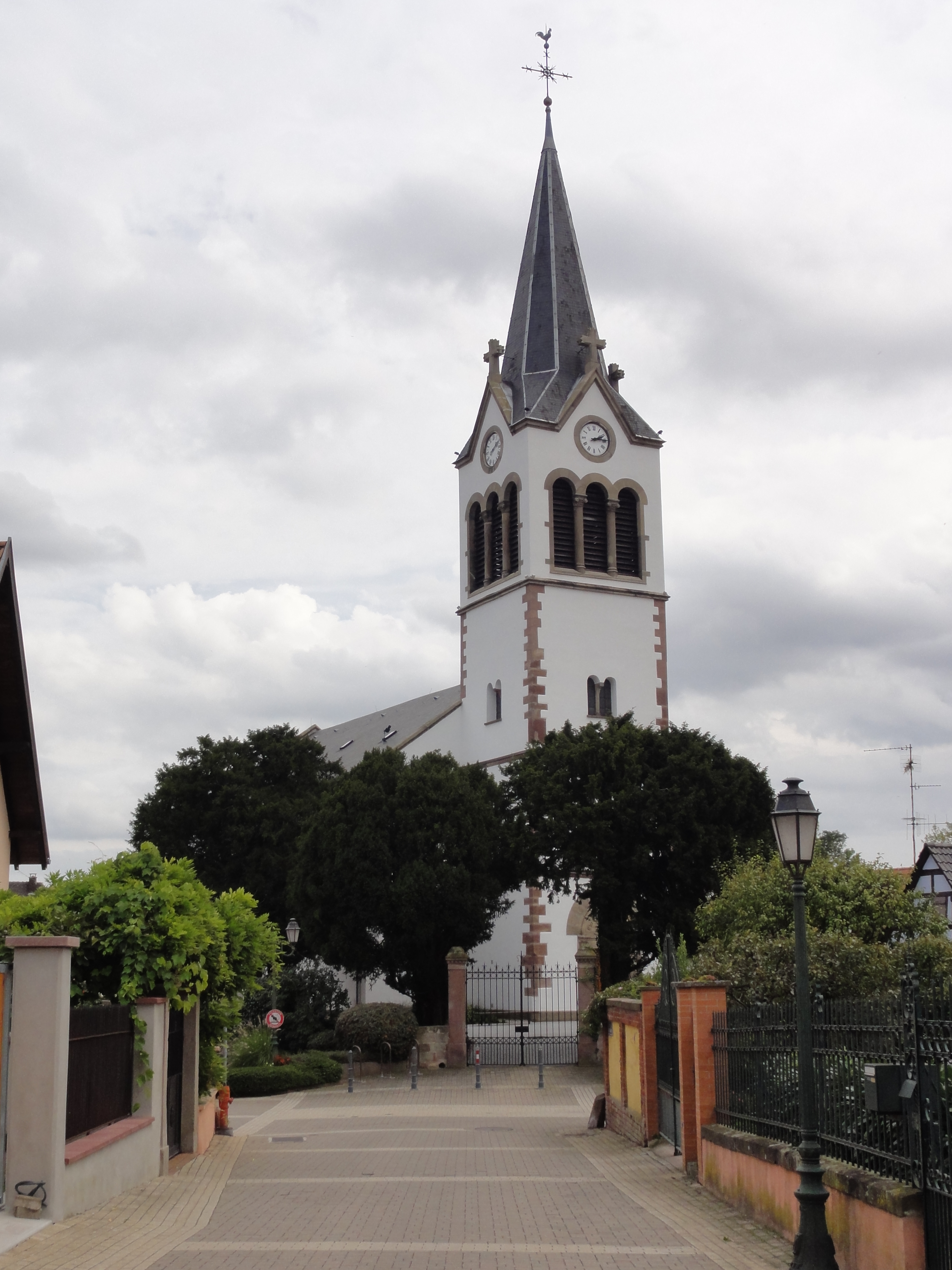
St. Anna, Lampertheim

Lampertheim (pronunciación en alemán: /ˈlampɛʁtˌhaɪ̯m/ⓘ) es una población y comuna francesa, en la región de Alsacia, departamento de Bajo Rin, en el Distrito de Estrasburgo y cantón de Mundolsheim.

## Demografía
| 1018 | 1081 | 1728 | 2085 | 2619 | 2949 |
| Para los censos de 1962 a 1999 la población legal corresponde a la población sin duplicidades (Fuente: INSEE [Consultar]) |      |      |      |      |      |